# Antimo Iunco
Antim Iunco (Brindisi, 6 juni 1984) is een Italiaans voetballer.
Vanaf het seizoen 2010-2011 speelt hij in de selectie van Torino FC. Chievo Verona is echter mede-eigenaar  Daarvoor speelde hij bij Brindisi en bij Hellas Verona, een stadsgenoot van Chievo.

## Erelijst
- Kampioen Serie B 2007-2008

## Wedstrijden
| Seizoen   | Club                      | Land   | Competitie                       | Wedstrijden | Doelpunten |
| --------- | ------------------------- | ------ | -------------------------------- | ----------- | ---------- |
| 2000-2004 | Brindisi                  | Italië | Serie B                          | 21          | 0          |
| 2004-2007 | Hellas Verona             | Italië | Serie B                          | 92          | 13         |
| 2007-2010 | Chievo Verona             | Italië | Serie B (2007/08)/Serie A        | 38          | 5          |
| 2009      | Salernitana Calcio (huur) | Italië | Serie B                          | 16          | 3          |
| 2009-2010 | AS Cittadella (huur)      | Italië | Serie B                          | 34          | 12         |
| 2010-...  | Torino FC                 | Italië | Serie B                          | 12          | 4          |
| Totaal    |                           |        | Laatst bijgewerkt op 22 nov 2010 | 201         | 37         |